# Schilling Árpád (rendező)
Schilling Árpád (Cegléd, 1974. május 1. –) Jászai Mari-díjas rendező, a Krétakör alapítója, 1995 óta művészeti vezetője. Sárosdi Lilla színésznő férje.

## Pályafutása
A Krétakör Színházként 1995 és 2008 között Magyarország legismertebb független színházi társulatává vált belföldön és külföldön egyaránt. Schilling a társulatot 2008-ban feloszlatta, hogy Krétakör néven előadó-, és médiaművészeti műhelyt hozzon létre. Munkatársaival több hazai és nemzetközi projekten is dolgozott.
„A vágyam az, hogy egy olyan társadalomban élhessek és nevelhessek gyereket, amelyben senki sem akarja ráerőltetni a másikra a nézeteit, ahol az oktatás többfajta megközelítési módot is kínál a felnövekvő generációknak a világ megismeréséhez. Elsősorban azt szeretném, ha az ember kellő alázattal viseltetne a természet iránt, de ez a mentalitás nem jelentene egyet a bárgyúsággal és a populizmusra való igénnyel. Az ember által teremtett környezet esztétikája és a szellemi kapacitásunk között törvényszerű az összefüggés, ezért én minden erőmmel támogatom a művészetpedagógiát már a bölcsődében is. Az ember, ha nem rendelkezik arányérzékkel, nem ismerhet mértéket az élet semmilyen területén. Ha pedig nem ismerünk mértéket, merő tudatlanságból fogjuk egymást elpusztítani. Tanuljunk és tanítsunk egy életen át, hogy emberhez méltó életet élhessünk – ez az én filozófiám.”
Felesége Sárosdi Lilla színésznő, akivel egy közös lányuk is van.
A Színházi adattárban regisztrált bemutatóinak száma: színész - 6, rendező - 29.
2018  májusában bejelentette, hogy a negyedik Orbán-kormány miatt Franciaországba költözött.

## Munkái a Krétakörben
- 1995. Jean Cocteau – Schilling – Krétakör: Nagy játék – rendező
- 1995. Krétakör: Teatro Godot – rendező
- 1997. Schilling – Krétakör: Kicsi – rendező
- 1998. Bertolt Brecht: Baal – rendező
- 2000. Tasnádi – Schilling – Krétakör: Nexxt – rendező
- 2001. Molnár Ferenc: Liliom – rendező
- 2001. Georg Büchner: Woyzeck – rendező
- 2002. Georg Büchner: Leonce és Léna – rendező
- 2002. Tasnádi – Schilling – Krétakör: Hazámhazám – rendező
- 2003. Anton Pavlovics Csehov: Siráj[5] – rendező
- 2004. Molière: Mizantróp – rendező
- 2005. Tasnádi István: Phaidra – rendező
- 2006. Roland Schimmelpfennig: Előtte–utána – rendező
- 2006. A csillagász álma – művészeti vezető
- 2006. Feketeország (színházfilm) – rendező
- 2007. hamlet.ws (Shakespeare) – rendező
- 2008. Eloge de l’escapologiste – művészeti vezető
- 2009. A szabadulóművész apológiája – művészeti vezető
- 2009. Káva – Krétakör: Akadályverseny – művészeti vezető
- 2010. Anyalógia – rendező
- 2010. Majális – művészeti vezető
- 2010. Káva – AnBlokk – Krétakör: Új Néző – művészeti vezető
- 2011. Schilling – Gulyás – Fancsikai: Krízis – művészeti vezető
- 2011. Mobil (színházi nevelési foglalkozás) – rendező

## Vendégrendezései
- 1998. Ladislav Klima: Alulról az Ibolyát (Katona József Színház/Kamra) – rendező
- 1999. Tasnádi István: Közellenség (Katona József Színház/Kamra) – rendező
- 1999. Anton Pavlovics Csehov: Platonov (Strasbourgi Nemzeti Színház Főiskolája) – rendező
- 2000. Federico Garcia Lorca: Bernarda Alba háza (Katona József Színház) – rendező
- 2002. Wenedikt Jerofejev: Walpurgis éj (Schaubühne, Berlin) – rendező
- 2003. William Shakespeare: III. Richárd (Piccolo Teatro, Teatro Studio, Milánó) – rendező
- 2005. Hamlet3 (William Shakespeare műve nyomán, Burgtheater, Casino, Bécs) – rendező
- 2009. Schilling Árpád: URBANRABBITs (Cirkuszművészetek Nemzeti Központja, Chalons en Champagne) – rendező
- 2010. Gioacchino Rossini: La Cenerentola (Bajor Állami Operaház, Opernstudio, München) – rendező
- 2012. Gubanc (Káva Kulturális Műhely, Mu Színház – színházi nevelési foglalkozás) – rendező
- 2013. Giuseppe Verdi: Rigoletto (Bajor Állami Operaház, München) – rendező

## Filmjei
- 2001. Nexxt (nagyjátékfilm)
- 2002. No comment (kisjátékfilm)
- 2003. Határontúl (kisjátékfilm)
- 2006. Feketeország (színházfilm)
- 2012. Krumpliangyal (fikció és dokumentumfilm)

## Kurzusok
- 2006. Budapest (Színház–, és Filmművészeti Egyetem)
- 2006. Párizs (Conservatoire National Supérieur d’Art Dramatique)
- 2009. Chalons en Champagne (Centre National des Arts du Cirque)

## Kötetei
- Tasnádi István: Taigetosz csecsemőotthon. Drámák; Schilling Árpád próbanaplóival; Krétakör Színház–Jelenkor, Budapest–Pécs, 2004
- Egy szabadulóművész feljegyzései. Körszerű gondolatok; Gáspár Máté, Budapest, 2007
- Egy szabadulóművész feljegyzései. Körszerű gondolatok; 2. jav. kiad.; Gáspár Máté, Budapest, 2008
- A szabadulóművész apológiája / Apology of the escapologist; Krétakör, Budapest, 2010 + 2 DVD

## Díjai
- 1997. Legjobb alternatív előadás (Kicsi) – Színikritikusok Díja, Magyarország
- 1999. Legígéretesebb pályakezdő – Színikritikusok Díja, Magyarország
- 2002. Legjobb alternatív előadás (Woyzeck) – Színikritikusok Díja, Magyarország – nem fogadta el
- 2003. A Magyar Köztársasági Érdemrend lovagkeresztje – nem fogadta el
- 2004. Legjobb előadás (Sirály) – Pécsi Országos Színházi Találkozó, Magyarország
- 2004. Legjobb előadás (Sirály) – Színikritikusok Díja, Magyarország
- 2004. Gundel művészeti díj: Legjobb rendező (Sirály) – Magyarország
- 2004. Vámos László-díj – Magyarország
- 2005. Legjobb előadás (Sirály) – Nemzetközi Stúdiószínházi Fesztivál, Fiume
- 2005. Legjobb rendező (Sirály) – Nemzetközi Stúdiószínházi fesztivál, Fiume
- 2005. Legjobb külföldi előadás (Woyzeck) – Kanada
- 2005. Nagydíj (Határontúl) – Angers–i Filmfesztivál, Franciaország
- 2005. Jászai Mari-díj – Magyarország
- 2005. Sztanyiszlavszkij–díj – Oroszország
- 2006. Nagydíj (Sirály) – BITEF, Szerbia
- 2006. Hevesi Sándor-díj – Magyarország
- 2008. Chevalier de L’Ordre des Arts et des Lettres – Franciaország
- 2009. Europe Theatre Prize - Europe Prize Theatrical Realities – Európai Bizottság
- 2013. Magyar Művészetért díj
- 2015. Szép Ernő–különdíj a fiatal nemzedékek színpadi mítoszainak megteremtéséért.[6]